# Камара на представителите на Кипър
Камарата на представителите (на гръцки: Βουλή των Αντιπροσώπων) е висшият законодателен и представителен орган на Република Кипър.
Членовете и тримата наблюдатели, представляващи маронитите, католиците и арменците се избират по пропорционалната система на всеки пет години. 30% от местата са разпределени за общността на кипърските турци, но те са свободни от 1964 г. насам.

## Състав

### Общности
Според член 62 (1) от Конституцията, броя на представителите е 50. От тях 35 са избрани от кипърската гръцка общност и 15 от кипърската турска общност. Въпреки това, от 1964 г. насам, турските членове не присъстват и не се провеждат избори сред общността им. Въпреки този факт, Камарата запазва вакантните места.
Въпреки това, за гладкото протичане на Камарата на представителите и на обностите, през юли 1985 г. местата са увеличени на 80.

### Места по окръг
Сегашният избирателен закон, предвижда проста пропорционална система за представителство. Броят на местата във всеки избирателен район се определя от закона с административните окръзи.
| Окръг     | Места    |
| --------- | -------- |
| Никозия   | 20       |
| Лимасол   | 12       |
| Фамагуста | 11       |
| Ларнака   | 6        |
| Пафос     | 4        |
| Кирения   | 3        |
|           | Общо: 56 |

## История
Първите парламентарни избори се провеждат на 31 юли 1960 г., а изборите за общински камари на 7 август 1960 г. Те са проведени въз основа на колониалното законодателство и в съответствие с избирателната система на мнозинството. Конституцията предвижда, че трябва да има петдесет представители, тридесет и пет гръцки (70%), които се избират от гръцката общност, и петнадесет турски (30%), които се избират от турската общност. Гладкото функциониране на новосъздадената Камара на представителите обаче е възпрепятствано от самото начало, поради слабостите на Конституцията.
Въпреки че конституцията защитава основните права и свободи на гражданите, в същото време съдържа разделящи елементи, които от самото начало действат като пречка за мирното развитие на държавата.
През 1961 г. кипърските турски представители, гласуват против законопроекта за разширяване на правото на данъчно облагане и впоследствие, срещу законопроекта за данък за доходите, напускане на Републиката без данък върху доходите в продължение на четири години.
След изблиците на насилие, настъпили през декември 1963 г., петнадесетте турски представители се оттеглят от камарата и техните места остават свободни и до днес. Всички турци, заемащи държавни постове също се оттеглят.
В следващите си мандати, Камарата на представителите приема допълнителната задача да си сътрудничи с органите на изпълнителната власт, за да се приемат специални закони за справедливо разпределение на тежестите, произтичащи от турската инвазия и окупация, както и да вземат други законодателни мерки, насочени към възстановяване на икономиката на острова и обезпечаване на семействата на изчезнали лица, както и на онези лица, разселени или неблагоприятно засегнати.

## Председатели на камарата
- Главкос Клеридис: август 1960 г. – 22 юли 1976 г.
- Тасос Пападопулос: 22 юли 1976 г. – 20 септември 1976 г.
- Спирос Киприану: 20 септември 1976 г. – септември 1977 г.
- Алекос Михаелидис: септември 1977 г. – 4 юни 1981 г.
- Георгиос Ладас: 4 юни 1981 г. – 30 декември 1985 г.
- Васос Лисаридис: 30 декември 1985 г. – 30 май 1991 г.
- Алексис Галанос: 30 май 1991 г. – 6 юни 1996 г.
- Спирос Киприану: 6 юни 1996 г. – 7 юни 2001 г.
- Димитрис Христофиас: 7 юни 2001 г. – 28 февруари 2008 г.
- Мариос Гароян: 7 март 2008 г. – 2 юни 2011 г.
- Янакис Омиру: 2 юни 2011 г. – 2 юни 2016 г.
- Димитрис Силурис: 2 юни 2016 г.- 10 юни 2021г.
- Анита Деметриу- от 10 юни 2021 г.